# Beowulf (película de 2007)
Beowulf es una película estadounidense de 2007 de animación con captura de movimiento. La cinta está dirigida por Robert Zemeckis y basada en el epilión homónimo de autoría anónima. Está protagonizada por Ray Winstone, Angelina Jolie, Anthony Hopkins, John Malkovich, Robin Wright Penn, Brendan Gleeson y Crispin Glover. La película cuenta con una técnica similar a la que Zemeckis utilizó en The Polar Express.

## Argumento
En Dinamarca, el rey Hrothgar (Anthony Hopkins) ha construido una nueva sala de celebraciones llamada Heorot. Una celebración llevada a cabo en su interior perturba al monstruo Grendel (Crispin Glover), quien dolorido por el ruido acude a ésta para asesinar a la mayoría de los festejantes. Hrothgar desafía a Grendel, pero el monstruo abandona la sala en vez de luchar contra él. Al regresar a su guarida, Grendel es advertido por su madre por atacar a los seres humanos y, posiblemente, invitando a la retribución. Ella se tranquiliza al saber que Grendel no atacó a Hrothgar. A la mañana siguiente, Hrothgar cierra Heorot y proclama que está dispuesto a dar la mitad del oro existente en su reino a cualquier hombre que sea capaz de asesinar a Grendel.
El héroe Beowulf (Ray Winstone) y sus hombres, tras llegar en barco desde Geatland, ofrecen eliminar a Grendel. Beowulf convence a Hrothgar de reabrir Heorot y dejar que los hombres de Beowulf permanezcan con él en ese lugar. Unferth (John Malkovich), el consejero del rey, reta la credibilidad del heroísmo épico de Beowulf. Para convencerlo, este último le cuenta una larga historia acerca de cómo consiguió matar a varias serpientes marinas durante una competición de natación en el océano. Hrothgar ofrece a Beowulf su preciado cuerno de oro, tomado del dragón Fafnir, como recompensa por la muerte de Grendel. En ese momento, Beowulf se encuentra más enfocado en la joven reina, Wealtheow (Robin Wright).
Beowulf se desnuda, con el fin de luchar contra Grendel en igualdad de condiciones —esto debido a que Grendel tampoco posee vestidura alguna—, les pide a sus hombres que canten en voz alta y decide dormir hasta que llegue el monstruo. 
Como era de esperar, Grendel se enfurece nuevamente por el ruido producido en Heorot. A su arribo, Beowulf lo enfrenta. Después de que Beowulf comienza a atacar con ruidos para herir la sensibilidad del oído del monstruo, Grendel trata de huir, aunque es capturado por Beowulf, quien le arranca su brazo izquierdo. Grendel huye herido a su cueva, donde le dice el nombre de su asesino a su madre antes de morir. 
Tras conocerse el destino del monstruo, Beowulf es proclamado un héroe. Esa noche, una conversación privada entre Hrothgar y Wealtheow, indirectamente, revela que Hrothgar fue el padre de Grendel. Esa también es la razón por la que Wealtheow se ha negado a dormir con su esposo y el motivo de que el rey no tenga heredero.
Enfurecida por la muerte de su hijo, la madre de Grendel (Angelina Jolie) vuela a Heorot. Beowulf no se percata del ataque al quedarse dormido. Cuando despierta, encuentra que todos sus hombres han sido asesinados y sus pieles fueron arrancadas y colgadas en las vigas del salon. Solo su amigo Wiglaf (Brendan Gleeson) sobrevivió, puesto que se encontraba en una playa preparando sus buques para partir. Beowulf acude con Hrothgar para notificarle que la madre de Grendel es, en efecto, el último de los monstruos en el reino. Unferth se disculpa con Beowulf por haber dudado de él, y le ofrece su espada Hrunting para ser usada en el combate contra la madre de Grendel.
Beowulf y Wiglaf emprenden la búsqueda de la cueva de la madre de Grendel. Al encontrarla, Beowulf se adentra en la cueva, en la que halla un inmenso tesoro. La madre de Grendel aparece en forma de una bella mujer. Ella le ofrece a Beowulf la fama y el poder, a cambio de otro hijo. También le pide que le dé el cuerno de oro de Hrothgar, con la promesa de que Heorot será seguro mientras se encuentre en su posesión. Beowulf cae en la tentación de la bruja y, por lo tanto, elige no asesinarla y concederle el trato.
Beowulf vuelve a Heorot, afirmando que asesinó a la madre de Grendel. Trae consigo la cabeza de Grendel como prueba de sus hechos. También les cuen a todos que perdió la espada de Unferth y el cuerno de Hrothgar durante la batalla. En privado, Hrothgar señala ciertas incoherencias en la historia relatada por Beowulf y le pregunta si, efectivamente, mató a la madre de Grendel. Cuando Beowulf no da una respuesta directa, Hrothgar concluye que lo que más le preocupaba era la muerte de Grendel: con Grendel asesinado, su madre ya no es una maldición para él. Después de la conversación, el rey Hrothgar nombra a Beowulf heredero al trono, entregando su corona. Luego salta desde el balcón, para morir ante la sorpresa y horror de todos. Beowulf es coronado rey y toma a Wealtheow como su esposa.
Muchos años han transcurrido. El rey Beowulf es incapaz de disfrutar de su poder y gloria, y su relación con Wealtheow se ha tornado fría y distante. Cuando el esclavo de Unferth encuentra el cuerno de Hrothgar en una colina prohibida, Beowulf entiende que la madre de Grendel ha concluido con su acuerdo y Heorot está en peligro una vez más.
Esa noche, Beowulf ve en sueños a su hijo, procreado por la bruja. El hijo, que aparece como un dragón dorado, amenaza con matar a la esposa de Beowulf y a su joven amante Úrsula (Alison Lohman). A la mañana siguiente, antes del amanecer, un dragón ataca a un pueblo fuera de Heorot. El dragón le da un mensaje a Unferth para ser entregado a Beowulf, el cual menciona: "¡Los pecados de los padres!". Beowulf se da cuenta de que la única manera de salvar a su reino es asesinar al dragón (su hijo) y a la bruja.  Antes de partir, se despide de Úrsula y de Wealtheow.
Beowulf y Wiglaf viajan a la cueva de la bruja. Beowulf se enfrenta a ella en un intento de restablecer el trato, pero es demasiado tarde: su hijo, bajo la forma de un dragón, vuela a combatir  contra el ejército de Beowulf. Tras derrotarlo, el dragón se dirige al castillo, pero antes Beowulf se aferra a su lomo. Desde ese sitio, comienza a herir al dragón con un cuchillo y lo arroja en el mar, en un vano intento por matarlo. El dragón emprende de nuevo el vuelo, y con Beowulf aún aferrado a su lomo, llega a los muros del castillo intentando incinerarlo. Beowulf, recordando lo que Hrothgar le dijo antes, blande su espada en el punto débil del dragón, es decir la garganta, con lo que lo despojará de su capacidad de transpirar fuego. Para lograrlo, Beowulf se corta un brazo y el otro se le quema en el proceso. El dragón trata de destruir uno de los muros del castillo, en un esfuerzo final por matar a las dos mujeres. Desesperado, Beowulf intenta, en varias ocasiones, tomar el corazón del dragón para clavarle el cuchillo. Mortalmente heridos, ambos caen a las costas cercanas a la playa del reino. El dragón vuelve a su forma original de un joven dorado, tal como en los sueños de Beowulf. Wiglaf llega a la playa, solo para escuchar las últimas palabras de Beowulf. 
Antes de morir, Beowulf había dejado el reino a Wiglaf, quien entonces prepara un funeral para incinerar los restos de Beowulf en un bote. Mientras la incineración está realizándose, Wiglaf se percata de la presencia de la madre de Grendel, quien emerge del mar para besar el cadáver de Beowulf. El cuerno de Hrothgar vuelve a las costas, procedente de las profundidades del mar, y es tomado por Wiglaf.  En las escenas finales, se muestra a la bruja seduciendo a Wiglaf, quien no sabe qué hacer.

## Reparto
| Actor             | Personaje        | Doblaje (Hispanoamérica) | Doblaje (España)    |
| ----------------- | ---------------- | ------------------------ | ------------------- |
| Angelina Jolie    | Madre de Grendel | Dulce Guerrero           | María Moscardó      |
| Ray Winstone      | Beowulf          | Ricardo Tejedo           | Juan Carlos Gustems |
| Crispin Glover    | Grendel          | Ricardo Mendoza          | José Javier Serrano |
| Anthony Hopkins   | Hrothgar         | Humberto Vélez           | Camilo García       |
| Robin Wright Penn | Wealthow         | Cony Madera              | Vicky Peña          |
| John Malkovich    | Unferth          | Salvador Delgado         | Pep Antón Muñoz     |
| Brendan Gleeson   | Wiglaf           | José Luis Orozco         | Miguel Ángel Jenner |
| Alison Lohman     | Úrsula           | Karla Falcón             | Isabel Valls        |
| Ray Winstone      | Dragón           | Víctor Ugarte            | Juan Carlos Gustems |

## Datos
- Según el supervisor de efectos visuales Jerome Chen, se utilizaron cerca de 300 cámaras, una cifra considerable si se tiene en cuenta que en Polar Express se utilizaron entre 64 y 72 (IMDb).
- Los guionistas Neil Gaiman y Roger Avary empezaron a escribir la historia en mayo de 1997 (IMDb).
- La banda sonora fue interpretada por Idina Menzel.

## Diferencias con el poema
Un objetivo de Neil Gaiman y de Roger Avary era ofrecer su propia interpretación de las motivaciones detrás del comportamiento de Grendel, así como sobre qué sucedió cuando Beowulf estaba en la cueva de la madre de Grendel. Ellos justifican estas elecciones alegando que Beowulf actúa como narrador no fiable en la porción del poema en la que él describe su batalla con la madre de Grendel. Estas elecciones los ayudaron también a conectar mejor el tercer acto con el segundo de su guion, que está dividido en el poema por un lapso de 50 años.
Algunos de los cambios realizados en la película respecto al poema original, que han sido tema de discusión por profesores y eruditos, son:
- Estilo y tono del diálogo.
- La representación de Beowulf como un hombre dañado (más que como héroe estándar).
- La adición de elementos cristianos, que en el poema son más superficiales (y la representación de Unferth en este contexto).
- El hedonismo en Heorot y del reino danés en que Beowulf pasa a ser su rey (en vez de su tierra natal, Geatland).
- La representación de la madre de Grendel como seductora y su galanteo con Hrothgar (que lo hace padre de Grendel) y de Beowulf (que lo hace padre del dragón) así como la eliminación de la secuencia de la batalla entre la madre de Grendel y de Beowulf que en el poema es el segundo enfrentamiento antes del dragón; la representación del rey Hrothgar como un "torpe hedonista" o "un borracho y mujeriego" y la eliminación de sus tres hijos con Wealtheow: Hrédric, Hródmund y Frewara.
- El papel que representa Wiglaf.
- La naturaleza de los funerales de Beowulf.